# Culture industrielle

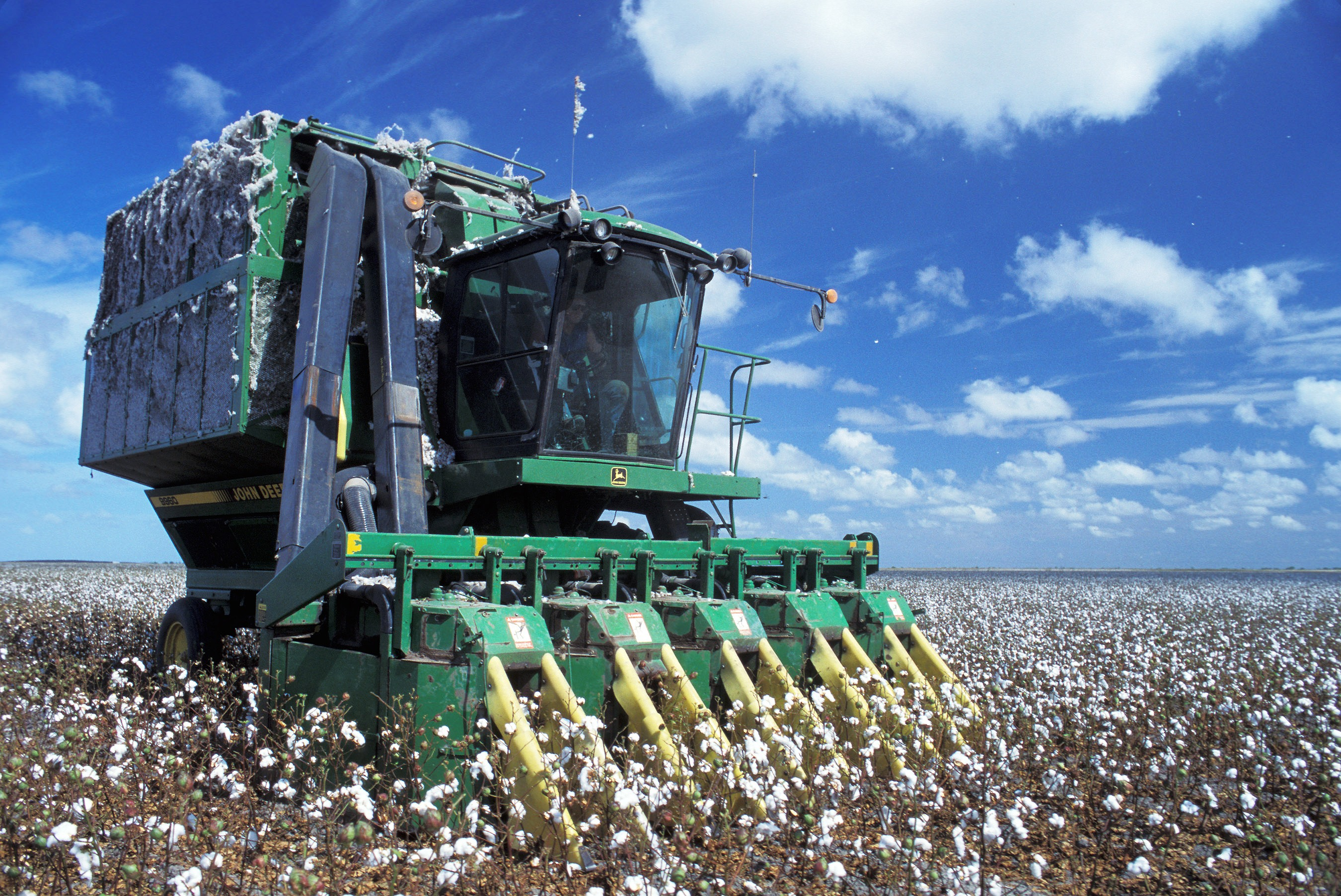
Machine à récolter le coton de marque John Deere

Une culture industrielle est une espèce végétale cultivée dans le but d'alimenter en matières premières des industries de transformation, y compris dans le secteur agro-alimentaire. C'est une activité qui permet de diversifier et de valoriser la production agricole, et également de limiter les besoins d'importations. Ces cultures sont généralement des cultures de plein champ, fortement mécanisées. 

## Objectifs des cultures industrielles
Les cultures industrielles ont pour objet de développer le revenu des exploitations agricoles ainsi que l'activité économique des zones rurales. Les cultures industrielles sont aussi un moyen de fournir des produits pouvant se substituer à des importations d'autres pays. Les  résidus des cultures industrielles: tourteaux, pulpe, sont très demandés dans l'alimentation animale. Les cultures industrielles sont des cultures à forte valeur ajoutée et contribuent  à améliorer le niveau technique des agriculteurs.

## Exemples de cultures industrielles
Les cultures industrielles peuvent être classées en plusieurs groupes :
1. plantes oléagineuses : tournesol, soja, colza, arachide, cotonnier, carthame, sésame, lin, ricin, etc.,
2. plantes saccharifères : betterave sucrière, canne à sucre, sorgho sucre, stévia, etc.,
3. plantes amylacées : maïs-grain, sorgo-grain etc.,
4. plantes textiles : cotonnier, lin, chanvre, alfa, etc.,
5. plantes stimulantes : tabac, théier, etc.,
6. légumes industriels : tomate industrielle, piment, petit pois, haricot,  etc.